# Hovi Star
Hovi Star, właściwie Chowew Sekulec (hebr. ‏חובב סקולץ‎; ur. 19 listopada 1986 w Kirjat Atta) – izraelski piosenkarz, reprezentant Izraela podczas 61. Konkursu Piosenki Eurowizji (2016).

## Życiorys

### Dzieciństwo
Urodził się w Kirjat Atta w północnym Izraelu. Jego rodzice rozwiedli się, gdy był dzieckiem; jego matka wyszła ponownie za mąż za izraelskiego koszykarza Johna McIntyre’a.

### Kariera
Podczas odbywania obowiązkowej służby wojskowej był członkiem zespołu HFC. W 2009 roku brał udział w izraelskiej wersji programu Idol (Kochaw Nolad), w którym ostatecznie zajął siódme miejsce. Po udziale w programie kontynuował karierę muzyczną oraz pracował jako aktor dubbingowy. Hovi jest zawodowym fryzjerem oraz wizażystą.
W 2015 roku wziął udział w izraelskich selekcjach eurowizyjnych Ha-Kochaw ha-Ba le-Erowizjon, do których zgłosił się z utworem „Made of Stars”. Ostatecznie wygrał finał eliminacji, dzięki czemu został wybrany na reprezentanta Izraela w 61. Konkursie Piosenki Eurowizji organizowanym w Sztokholmie. 12 maja wystąpił w drugim półfinale konkursu i z siódmego miejsca awansował do sobotniego finału. Zajął w nim czternaste miejsce z 135 punktami na koncie w tym 11 punktów od telewidzów (22. miejsce) i 124 pkt od jurorów (8. miejsce).

## Dyskografia

### Single
- 2009 – „Mischak be-esz” (משחק באש)
- 2010 – „Boyfriend” (בויפרנד)
- 2014 – „Something That I Want” (z Alonem Sharr)
- 2016 – „Made of Stars”

Gościnnie
- 2011 – „W.S.I.L” (Nimrod Gabay feat. Hovi Star)